# Pararhagadochir trinitatis
Pararhagadochir trinitatis är en insektsart som först beskrevs av Henri Saussure 1896.  Pararhagadochir trinitatis ingår i släktet Pararhagadochir och familjen Archembiidae. Inga underarter finns listade i Catalogue of Life.